# Spilophorella paradoxoides
Spilophorella paradoxoides är en rundmaskart som beskrevs av Timm 1952. Spilophorella paradoxoides ingår i släktet Spilophorella och familjen Chromadoridae. Inga underarter finns listade i Catalogue of Life.